# Klaním se ti vroucně

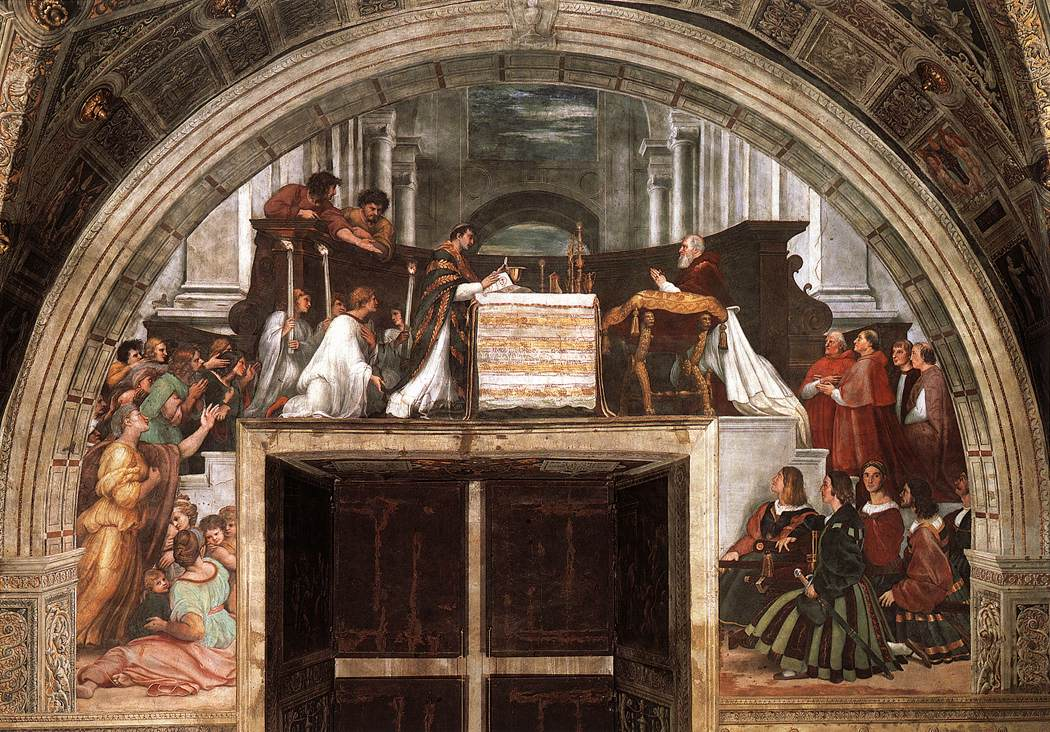
Mše v Bolseně, při které se udál eucharistický zázrak. Hostie v rukou kněze Petra z Prahy začala během přepodstatnění krvácet. (Raffael Santi, 1512)

Adoro te devote, česky Klaním se ti vroucně, je jeden z pěti hymnů, které byly složeny svatým Tomášem Akvinským při příležitosti zavedení slavnosti Těla a Krve Páně papežem Urbanem IV. v roce 1264. Hymnus je po staletí součástí Římského misálu a v Katechismu katolické církve je zakotven jako text k osvojení. 

## V kancionálu
Hymnus je též kancionálovou písní (nápěv pochází z Francie 17.–18. století). Je spojen s částečnými odpustky. V jednotném kancionále je označena číslem 712. Je psána ve čtyřčtvrtečním taktu a v tónině D dur. Na Slovensku je známa jako Klaniam sa ti vrúcne (v Jednotném katolickém zpěvníku má číslo 270).

## Charakteristika
V některých variantách této básně je Bůh v prvním verši oslovován místo "latens Deitas" (skryté Božství) slovy "latens Veritas" (skrytá Pravdo), existují i jiné varianty formulací, lišící se převážně slovosledem.
V šesté sloce je Kristus označován jako pelikán. Je tomu tak proto, že se věřilo, že pelikán si zobákem rozdírá maso na hrudi, aby tak nasytil svá mláďata; pro svou domnělou obětavost se stal symbolem Krista.

## Text
| „ | Latinský originál Adoro te devote, latens Deitas, Quæ sub his figuris vere latitas; Tibi se cor meum totum subjicit, Quia te contemplans totum deficit. Visus, tactus, gustus in te fallitur, Sed auditu solo tuto creditur. Credo quidquid dixit Dei Filius; Nil hoc verbo veritátis verius. In cruce latebat sola Deitas, At hic latet simul et Humanitas, Ambo tamen credens atque confitens, Peto quod petivit latro pœnitens. Plagas, sicut Thomas, non intueor: Deum tamen meum te confiteor. Fac me tibi semper magis credere, In te spem habere, te diligere. O memoriale mortis Domini! Panis vivus, vitam præstans homini! Præsta meæ menti de te vívere, Et te illi semper dulce sapere. Pie Pelicane, Jesu Domine, Me immundum munda tuo sanguine: Cujus una stilla salvum facere Totum mundum quit ab omni scelere. Jesu, quem velatum nunc aspicio, Oro, fiat illud quod tam sitio: Ut te revelata cernens facie, Visu sim beátus tuæ gloriæ. Amen | Český umělecký překlad (píseň Klaním se ti vroucně) Klaním se ti vroucně, skrytý Bože náš, jenž tu ve svátosti sebe ukrýváš. Tobě srdcem svým se zcela poddávám, před Tebou svou slabost, Bože, vyznávám. Zrakem, hmatem, chutí tebe nevnímám, a jen sluchem svým Tě jistě poznávám. Věřím vše, co hlásal světu Kristus Pán, v něm je základ pravdy lidstvu všemu dán. Na kříži jsi tajil jenom božství své. Zde je také skryto člověčenství tvé. Obojí však věřím celým srdcem svým, o milost Tě prosím s lotrem kajícím. Rány tvé jak Tomáš vidět nežádám; že jsi Pán a Bůh můj vroucně vyznávám. Rač mé chabé víře větší sílu dát, více v Tebe doufat, víc tě milovat. Plode smrti Páně, Chlebe života, v němž se lidem dává Boží dobrota, dej mé duši stále jenom z tebe žít, v tobě Boží lásku rozjímat a ctít. Dobrý Pelikáne, Jezu, Pane můj, krví svou nás hříšné z hříchů očišťuj, vždyť jediná krůpěj její stačila, aby všeho světa viny obmyla. Rač, ó Jezu Kriste, jenž jsi nám zde skryt, srdci toužícímu touhu vyplnit, abych, jak zde hledím s vírou na oltář, v nebesích Tě jednou spatřil tváří v tvář. Amen | “ |